# Matthias Kohlmann
Matthias Kohlmann (* 1956 in Würzburg) ist ein deutscher Zeichner und Bildhauer. Er ist emeritierter Professor an der Hochschule Pforzheim.

## Leben
Von 1977 bis 1979 studierte Kohlmann an der Universität Tübingen Germanistik, Philosophie und Kunstgeschichte. 1979 wechselte er an die Kunstakademie Stuttgart in den Bereich Bildhauerei. Von 1984 bis 1986 war er an der Kunstakademie Düsseldorf. Kohlmann erhielt 1986/87 das Landesgraduiertenstipendium Baden-Württemberg, 1991 das Stipendium des Landes Baden-Württemberg.
1987 gestaltete er mit Michael Jäger den großen Eingangsbereich der Fachhochschule in Villingen-Schwenningen. Malerische Farbfelder von Jäger wurden von Kohlmann durch große keramische Skulpturen (gearbeitet in der staatlichen Majolika Karlsruhe) rhythmisiert und strukturiert.
Er hatte verschiedene Lehraufträge, so von 1986 bis 1989 bei AUDI/NSU in Neckarsulm für dreidimensionales Zeichnen für Ingenieure. 1988 war er Gastdozent mit Thomas Lehnerer in der Sommerakademie Progetto Civitella D'Agliano in Italien. Von 1987 bis 1990 hatte er Lehraufträge für Skulptur und Zeichnung an der damaligen Fachhochschule für Gestaltung in Pforzheim. 1998 war er External Lecturer der University of Southampton, Abteilung Barcelona.
Von 2003 bis 2006 war er Prorektor und von 2014 bis 2019 war er Prodekan an der Hochschule Pforzheim, Fakultät für Gestaltung. Neben der Bachelor-Ausbildung unterrichtet Kohlmann in der Ausbildung zum Master of Arts in Creative Direction.
Von 1999 bis 2023 hatte eine Professur für Zeichnung an der Hochschule Pforzheim, Fakultät für Gestaltung.
Er ist Mitglied im Deutschen Künstlerbund. Kohlmann lebt und arbeitet in Fellbach.

## Ausstellungen (Auswahl)

### Einzelausstellungen
- 2017 story teller, Galerie Rottloff, Karlsruhe (Doppelausstellung mit Erich Reiling)
- 2016 Linienzeichen, Galerie Stahlberger, Weil am Rhein (Doppelausstellung mit Gabriela Morschett)
- 2012 paloMarin[3], Kunstverein Pforzheim, Reuchlinhaus
- 2011 London Art Fair, Galerie Caren Jones, Köln
- 2008 Unter Freunden, Galerie Seitz & Partner, Berlin (mit Thomas Lehnerer)
- 2006 Conversation on Cork St., Adam Gallery, London (mit Alf Löhr und Fujio Akai)
- 2000 Niederrheinische Uferlosigkeit, Museum Katharinenhof, Kranenburg (mit Michael Jäger)
- 1999 Galerie Stahlberger, Weil am Rhein
- 1998 Unter dem Strich die Wand, Zollverein, Essen
- 1997 Galerie Tilly Haderek, Stuttgart
- 1996 Galerie Küppers, Ulm
- 1995 Dinge ein Ding zum anderen, Kunstverein Göppingen
- 1993 Galerie Heimeshoff, Essen (mit Michael Jäger)
- 1992 Kunstagentur Karin Melchior, Kassel (mit Heinz Breloh)
- 1991 Galerie Renate Kammer, Hamburg
- 1989 Über die Vorstellung, Von der Heydt-Museum, Wuppertal

### Gruppenausstellungen
- 2016 Kleine Funde / Small Finds, Galerie Stella A, Berlin
- 2015 Mobiles Museum, Stadt Pforzheim
- 2013 Anonyme Zeichner, Kunstverein Tiergarten, Berlin und TAC, Eindhoven
- 2012 Das Eigene und Andere in der Fotografie – eine Ausstellung für Hannah Höch, Deutscher Künstlerbund, Berlin
- 2009 POST, Place Gallery, Melbourne, Australien
- 2002 Die Verklärung des Gewöhnlichen, Kunst und Design an der HfG Pforzheim, Kunstverein Pforzheim
- 1998 Bildhauer zeichnen, Palais Badenweiler
- 1997 Was ist, Deutscher Künstlerbund in Wismar und Rostock
- 1996 zeichnen, Deutscher Künstlerbund in Nürnberg
- 1995 Lemniskatische Prozesse, Galerie Stahlberger, Weil am Rhein
- 1994 Blickdicht, 4 Positionen zur Zeichnung, Kunstverein Heilbronn
- 1993 Klassische Konstanten 1, 10 Positionen zeitgenössischer Kunst, Städtische Galerie Erfurt
- 1989 Die Arroganz des schnellen Schrittes, Galerie der Künstler, München
- 1988 Städtische Galerie Saarbrücken, Internationales Künstlerforum